# Cheryl Misak
Cheryl J. Misak (16 de julio de 1961) es una filósofa canadiense que desarrolla su actividad en pragmatismo, historia de la filosofía analítica y bioética.

## Biografía
Misak creció en Lethbridge, Alberta. Obtuvo un bachiller universitario en letras de la Universidad de Lethbridge, una Maestría en Artes de la Universidad de Columbia y un doctorado en Filosofía por la Universidad de Oxford.
En 2011, Misak ocupó el cargo de  presidenta de la Sociedad Charles S. Peirce.
En diciembre de 2020, Misak se convirtió en directora interina de la Escuela Munk de Asuntos Globales de la Universidad de Toronto.
Es profesora universitaria en la Universidad de Toronto, miembro de la Royal Society of Canada (FRSC), y ganadora de una beca Guggenheim en historia intelectual y cultural.

## Publicaciones
- Misak, Cheryl J. (2000). Truth, Politics, Morality: Pragmatism and Deliberation (en inglés). Routledge. ISBN 978-0-203-16228-6. OCLC 179161004.
- Misak, Cheryl J. (2004). Truth and the End of Inquiry: A Peircean Account of Truth (en inglés). Oxford University Press. ISBN 978-0-19-151963-5. OCLC 370946282.
- Misak, Cheryl J. (2004). The Cambridge Companion to Peirce (en inglés). Cambridge University Press. ISBN 978-0-521-57006-0. doi:10.1017/ccol0521570069.
- Misak, Cheryl J. (2013). The American Pragmatists (en inglés). Oxford University Press. ISBN 978-0-19-165138-0. OCLC 828143682.
- Misak, Cheryl J. (2016). Cambridge Pragmatism: From Peirce and James to Ramsey and Wittgenstein (en inglés). Oxford University Press. ISBN 978-0-19-102004-9. OCLC 957738331.
- Misak, Cheryl J. (2020). Frank Ramsey: A Sheer Excess of Powers (en inglés). Oxford University Press. ISBN 978-0-19-875535-7. OCLC 1102642049.